# Spetsfenad haj
Spetsfenad haj (Oxynotus paradoxus) är en haj med karakteristisk, hög kroppsform som lever längs östra Atlantens kuster.

## Utseende
Den spetsfenade hajen har en påtagligt hög kropp med en stor främre ryggfena.  Båda ryggfenorna har en lågt placerad tagg i framkanten. Färgen är enfärgat mörkbrun till nästan svart. Vuxna fiskar är vanligen upp till 85 cm långa, med 120 cm som största längd.

## Vanor
Arten är en bottenlevande haj som håller till på djup mellan 265 och 720 m över kontinentalsockelns sluttningar. Litet är känt om hajens biologi, men den lever troligen på mindre ryggradslösa bottendjur och fiskar. Den föder levande ungar med en ungefärlig födelselängd på 25 cm.

## Utbredning
Den spetsfenade hajen är mindre allmän i östra Atlanten från norra och västra Brittiska öarna över franska, spanska och portugisiska Atlantkusterna längs Nordafrikas Atlantkust till Mauretanien. Den besöker sällsynt Nordsjön.

## Kommersiell användning, status
Arten erhålls mindre ofta som bifångst av djuphavstrålare och används som industrifisk (fiskmjöl). Detta har noterats av IUCN, men på grund av det dåliga kunskapsläget och osäkerheten om hur stort fisketrycket är, har den fått klassificeringen kunskapsbrist ("DD").